# Timmermans
A Timmermans holland családnév. Eredetileg foglalkozásnév volt, jelentése: ács.

## Híres Timmersmans nevű személyek
- Felix Timmermans(wd) (1886–1947) flamamd író, festőművész
- Frans Timmermans (1961–) holland politikus, az Európai Bizottság első alelnöke (2014–2019)
- Gommaar Timmermans(wd) (1930–) belga képregényszerző és -rajzoló, művésznevén GoT
- Greg Timmermans(wd) (1979) belga filmszínész
- Jesse Timmermans(wd) (1989) holland teniszjátékos
- Lia Timmermans(wd) (1920–2002) flamand írónő, költőnő
- Marja Timmermans(wd) (1964) holland növénygenetikus
- Theo Timmermans(wd) (1926–1995) holland labdarúgó
- Theo Timmermans(wd) (1989–) holland labdarúgó